# Banque internationale arabe de Tunisie
La Banque internationale arabe de Tunisie (arabe : بنك تونس العربي الدولي) ou BIAT est une banque tunisienne qui fait partie des trente principaux établissements d'Afrique du Nord. Première banque tunisienne en termes de parts de marché et cotée à la Bourse de Tunis (indice Tunindex 20), elle a pour actionnaire de référence le groupe Mabrouk.

## Histoire

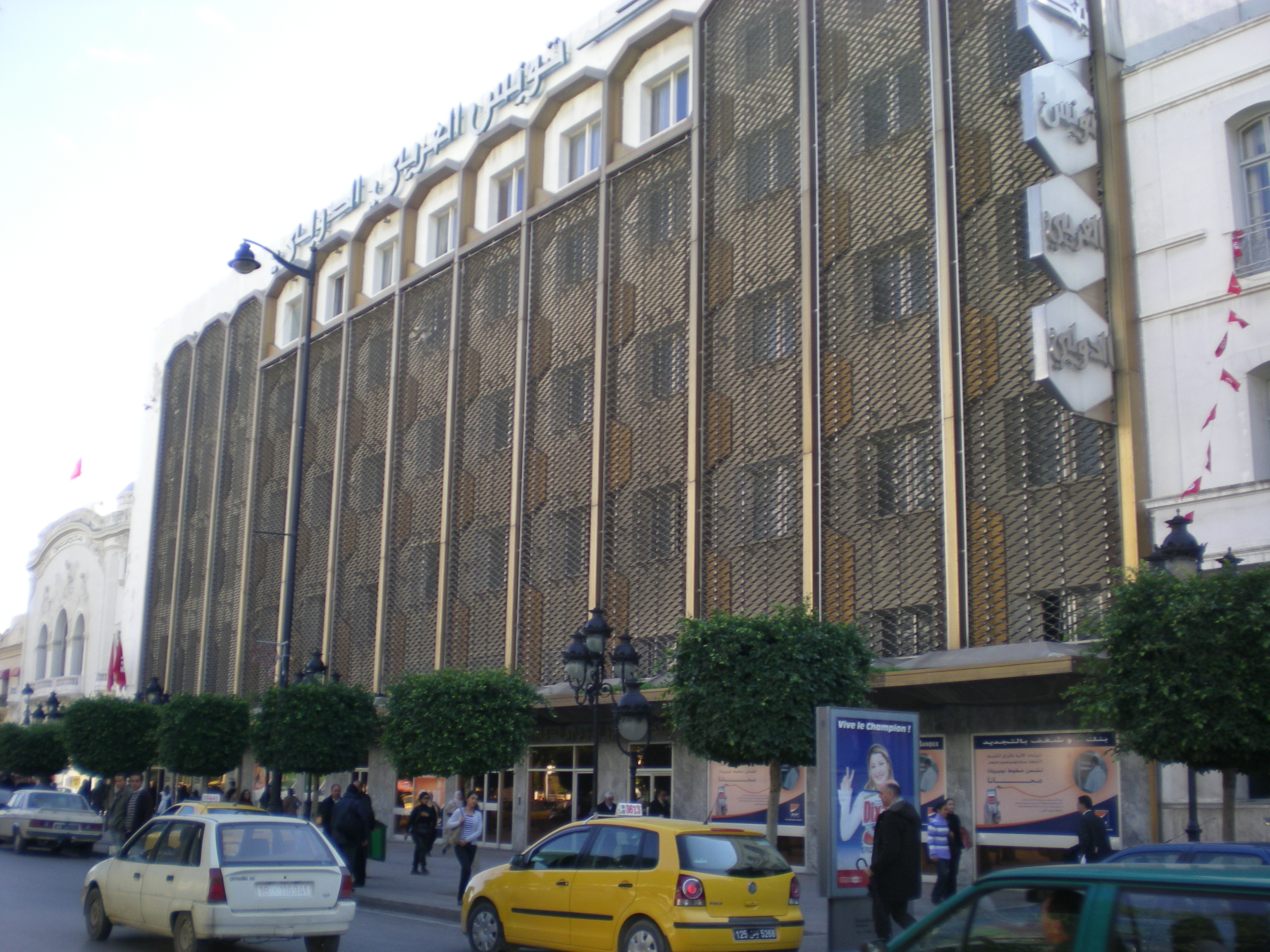
Ancien siège de la BIAT en 2007.

La BIAT est créée en 1976 par la fusion des succursales locales de la Société marseillaise de crédit et de HSBC Bank Middle East (en). Cette création s'inscrit dans l'achèvement de la « tunisification » du système bancaire engagée au lendemain de l'indépendance.
À l'origine de la BIAT, on compte trois fondateurs : Mansour Moalla, président-directeur général de la banque jusqu'en 1980, Habib Bourguiba Jr., qui est resté membre du conseil d'administration jusqu'en 2007, et Mokhtar Fakhfakh, qui devient président-directeur général de la banque de 1980 à 2000, puis président du conseil de surveillance jusqu'en 2005 et enfin président d'honneur jusqu'à son décès en 2014.
Après la cession d'une partie de ses activités agroalimentaires à Mondelez International en 2005, le groupe Mabrouk investit dans la BIAT à partir de 2007, en rachetant des titres à Morgan Stanley, au fonds Blakeney Management, à la Banque populaire et à différents actionnaires tunisiens. Il en devient actionnaire de référence en 2010, avec 40 % du capital, allié au groupe TTS de l'homme d'affaires Aziz Miled qui détient 12 % des titres. La banque dispose ainsi d'un actionnariat majoritairement tunisien ; c'est aussi la première fois de son histoire que la BIAT peut compter sur un actionnariat de référence, gage de stabilité qui la met à l'abri du risque d'une OPA hostile.
En 2008, elle devient la première banque privée en Tunisie en termes de total de bilan. En 2009, Ismaïl Mabrouk est nommé président du conseil d'administration de la banque. Il impulse une nouvelle dynamique à la banque qui conforte ses positions. Elle totalise 17,2 % de part de marché en termes de total de bilan en 2015. À cette date, elle compte 200 agences réparties sur tout le territoire tunisien contre 121 en 2008.
En 2014, Ismaïl Mabrouk est par ailleurs à l'origine de la création de la Fondation BIAT pour la jeunesse dont il est le président fondateur. Ses principaux domaines d'intervention sont la culture, l'éducation et l'entrepreneuriat. Cette fondation a pour ambition affichée de consolider le rôle sociétal de la BIAT en Tunisie.
Installée dès l'origine au cœur de Tunis, avenue Habib-Bourguiba, la BIAT dispose d'un nouveau siège finalisé en 2015, qui est l'œuvre de l'architecte tuniso-français Olivier-Clément Cacoub.

## Dirigeants

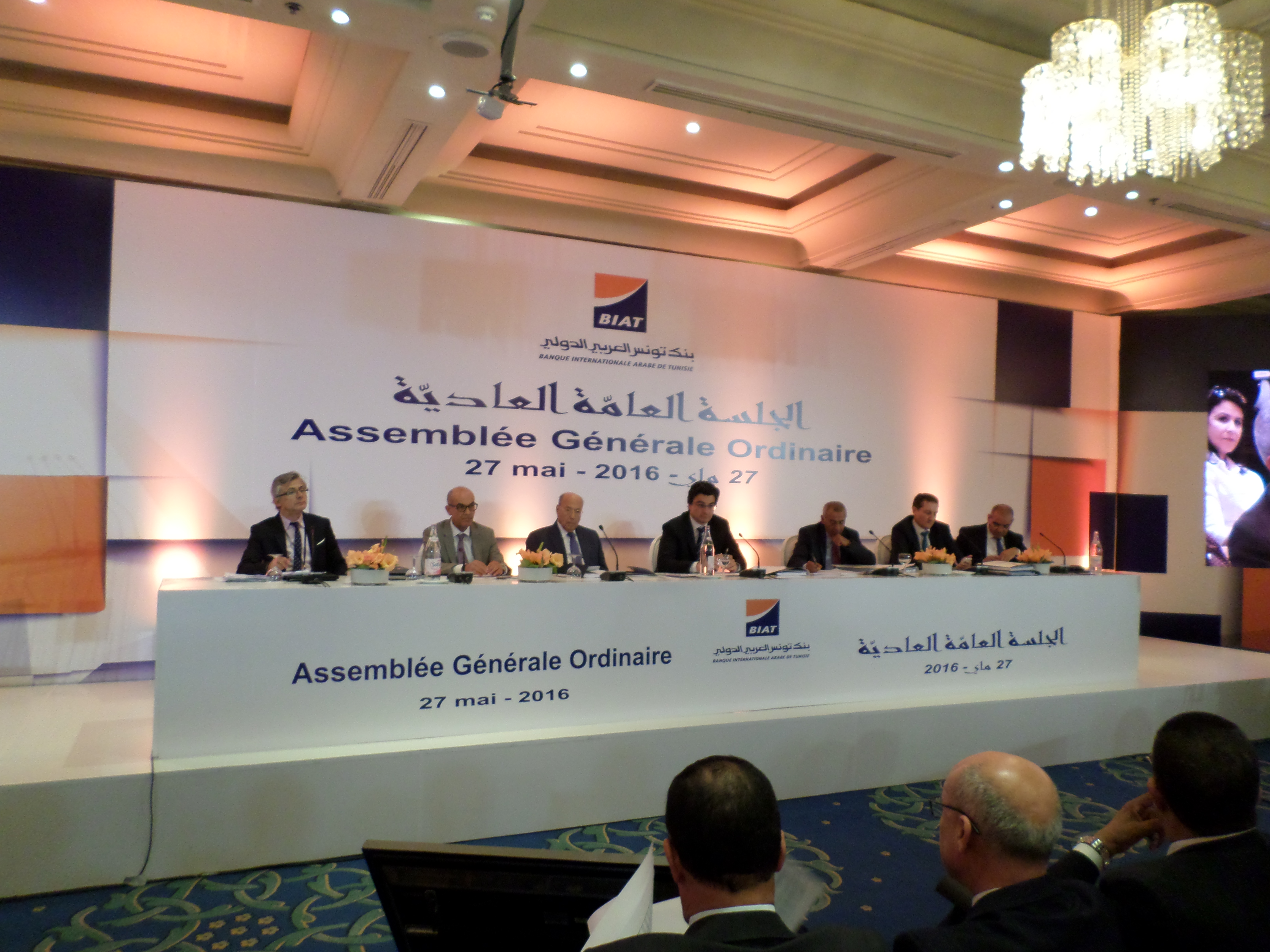
Assemblée générale ordinaire du 27 mai 2016.

- Mansour Moalla, président-directeur général (1976-1980) ;
- Mokhtar Fakhfakh, président-directeur général (1980-2000) puis président du conseil de surveillance (2000-2005) ;
- Chekib Nouira, président du directoire (2000-2005) puis président-directeur général (2005-2007) ;
- Taher Sioud, président du conseil d'administration (2007-2009) ;
- Ismaïl Mabrouk, président du conseil d'administration (depuis 2009) ;
- Slaheddine Ladjimi[16], directeur général (2007-2009 et 2009-2014) ;
- Mohamed Agrebi[17], directeur général (2014-2023).
- Moez Hadj Slimen[18], directeur général (2023-2024).
- Elyes Jebir[19], directeur général (2024- )

## Activités
En développant les activités de banque de détail et de banque de financement et d'investissement, la BIAT entend se positionner comme banque universelle.
La banque de détail est le métier historique de la BIAT qu'elle a développé pour les clients particuliers et professionnels, les Tunisiens résidents à l'étranger et les PME. La BIAT dispose d'un réseau de 206 agences (en décembre 2021) sur l'ensemble du territoire tunisien, ainsi que des services multicanal : banque à distance, agences en libre-service, distributeurs bancaires, centre d'appel, etc. Elle propose la gamme traditionnelle des produits et services bancaires et financiers : banque au quotidien, épargne, placements, crédits à la consommation, crédits immobiliers, assurance, financement de l'investissement, financement du cycle d'exploitation, opérations à l'international, etc.
La BIAT a ensuite développé une activité de banque de financement et d'investissement pour la clientèle de grandes entreprises, d'institutionnels et d'investisseurs : financement, marchés de capitaux, capital-investissement, finance d'entreprise, cash management et trade finance.
La BIAT intègre l'engagement citoyen et le développement responsable dans sa stratégie en lançant en 2014 la fondation BIAT pour la jeunesse dont les principaux domaines d'intervention sont la culture, l'éducation et l'entrepreneuriat.
En novembre 2016, la BIAT lance un pôle de conseil financier avec une équipe dédiée pour répondre aux besoins d'entreprises en termes de conseils financiers et d'accompagnement bancaire sur mesure.

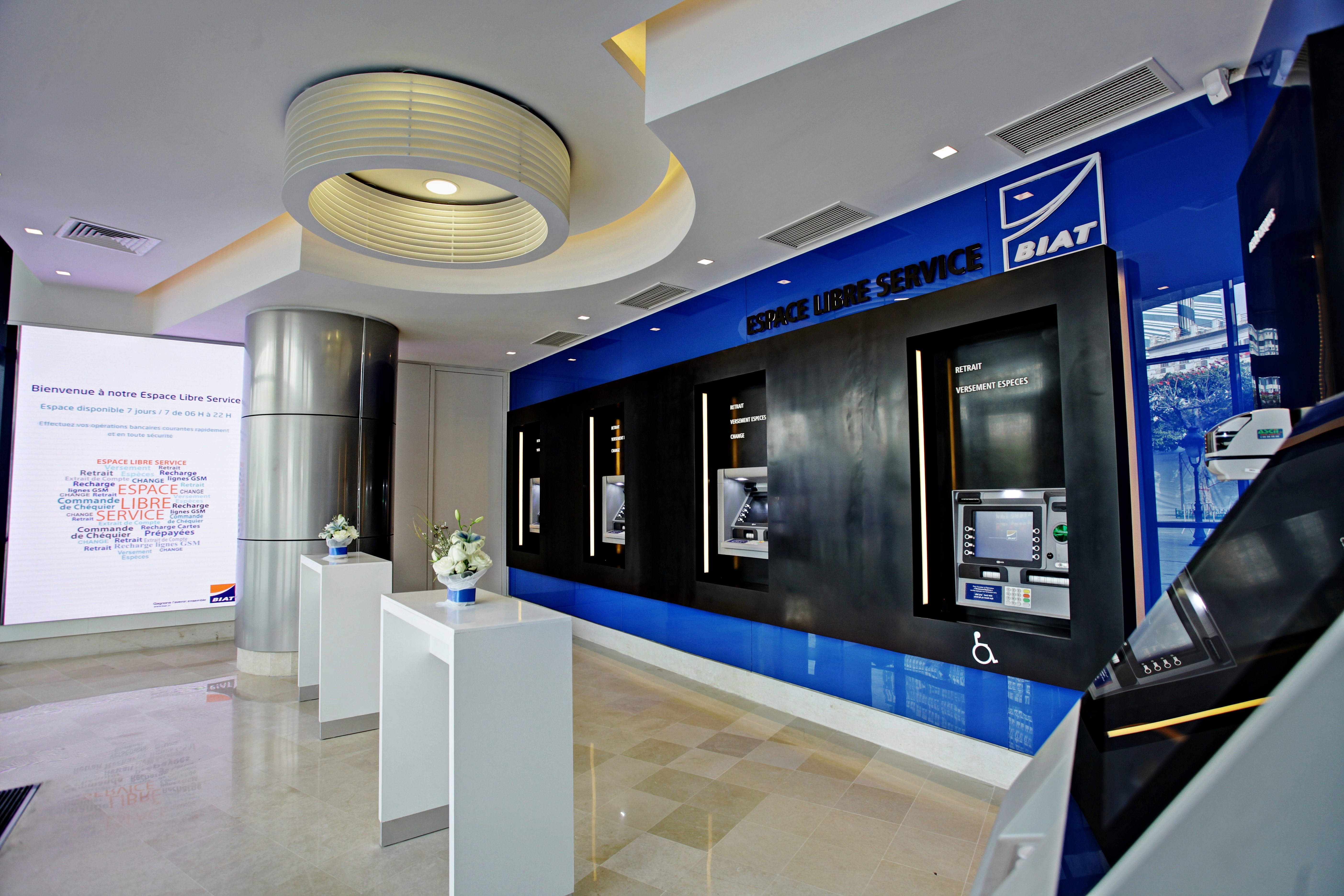
Espace libre-service bancaire sur l'avenue Habib-Bourguiba à Tunis.

En décembre de la même année, la BIAT est à l'initiative, en partenariat avec la BMCE Bank, de la création du premier indice obligataire tunisien. Le Tunisian Bond Index participe de l'animation et du développement de la place financière de Tunis.
En 2017, la BIAT consolide son soutien à l'entrepreneuriat en appuyant le lancement d'Endeavor et en lançant son premier programme d'incubation de start-ups innovantes en partenariat avec B@LABS.
En janvier 2020, elle annonce son intention d'acquérir un bloc de contrôle majoritaire dans le groupe Tunisie Valeurs. Ce rapprochement représente un enjeu stratégique de création de valeur pour le secteur financier et pour le groupe qui consoliderait son positionnement sur l'ensemble des métiers et services financiers. L'acquisition est finalisée en mars avec le rachat par le groupe BIAT de plus de 50 % du capital de Tunisie Valeurs
En juin 2021, la banque concrétise le lancement de son nouveau concept d'agences et le déploiement de deux sites pilotes offrant des services digitaux. Les efforts d'implantation de la BIAT se poursuivent pour densifier le réseau d'agences avec l'ouverture de la 206e agence dans la ville d'El Amra.

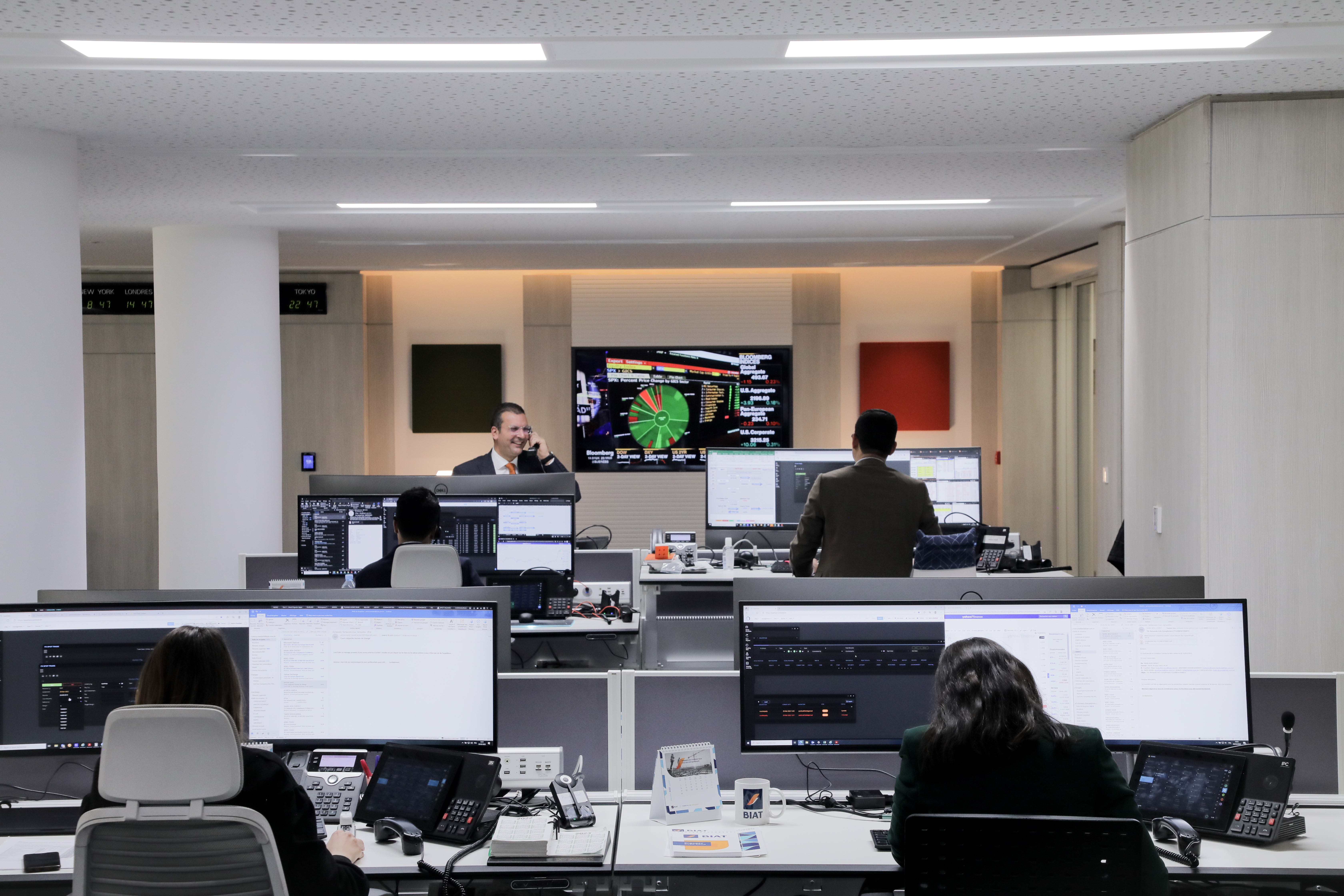
Nouvelle salle de marchés.

La BIAT se dote en juin 2022 d'une nouvelle salle de marchés au sein de son siège social, ce qui permet d'élargir la gamme de solutions financières proposées tout en assurant une gestion en temps réel des positions et des actifs. La capacité de la nouvelle salle passe à 42 positions. La BIAT s'investit également dans la transformation digitale à travers le lancement de services digitalisés.

## Principales filiales

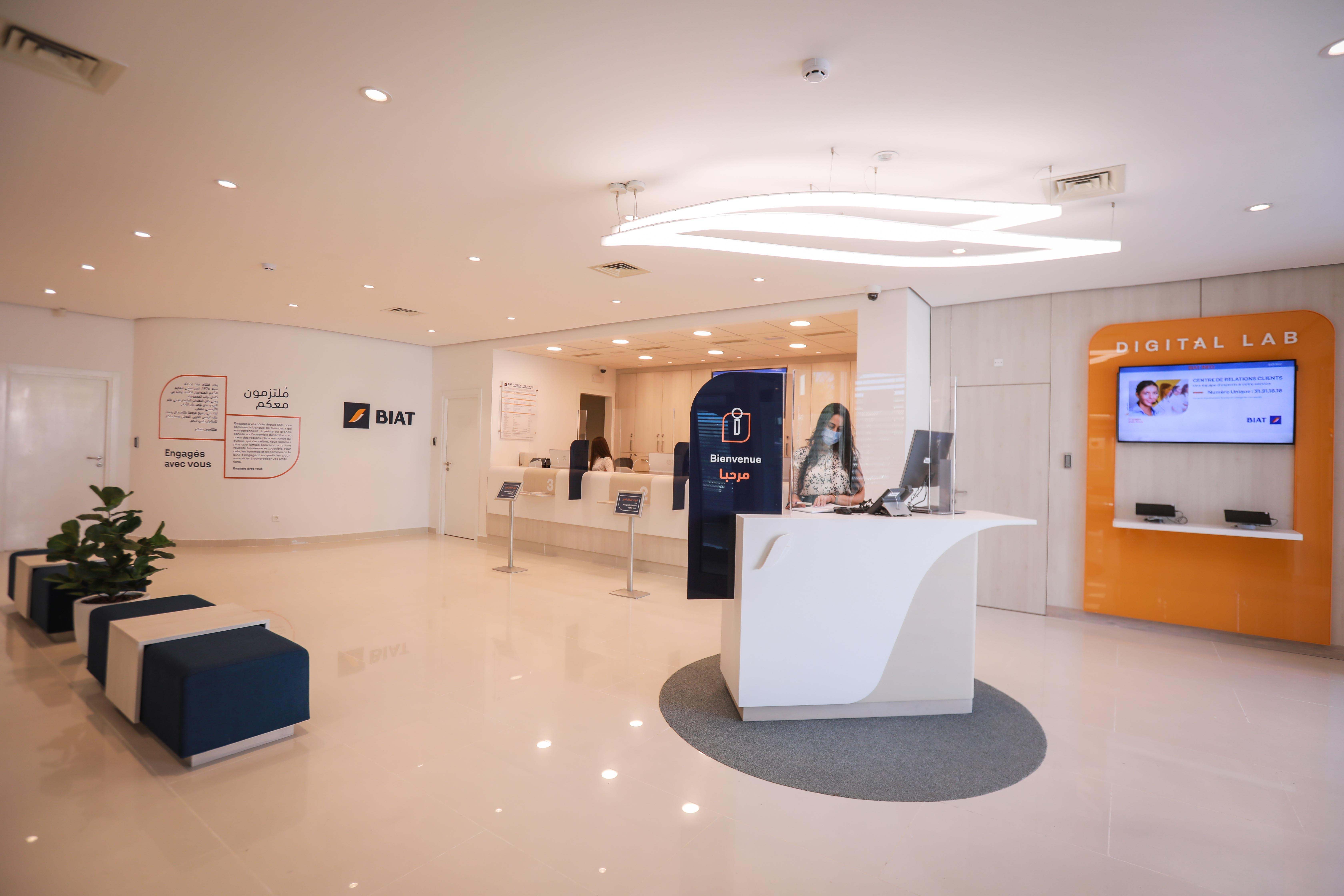
Nouveau concept d'agences BIAT.

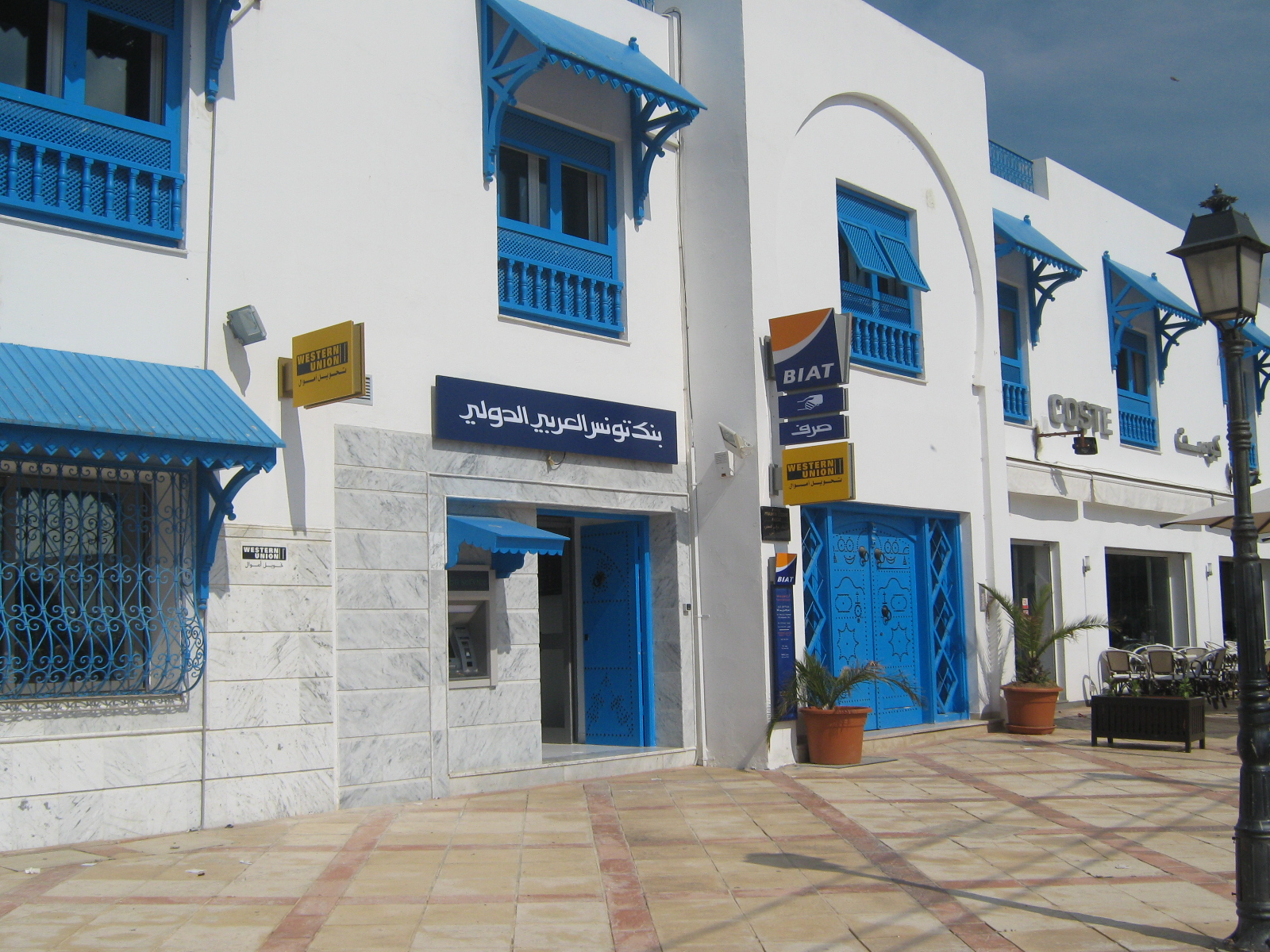
Agence de la BIAT.

La BIAT a développé une offre de produits et services complète pour ses clients — particuliers, professionnels, PME, grandes entreprises et institutionnels — et s'est dotée de filiales financières propres à assurer la couverture de l'ensemble de leurs besoins. Le groupe BIAT compte ainsi des filiales dans l'assurance, la gestion d'actifs et le capital risque :
- Assurances BIAT (compagnie d'assurance)
- BIAT Capital Risque (capital risque et investissement)
- BIAT France (agent de paiement)[33]
- BIAT Consulting (cabinet conseil)
- Tunisie Valeurs (bourse)

Pour son activité de capital-investissement, elle développe également des participations et filiales, notamment dans le domaine du tourisme, comme avec le groupe Accor.

## Indicateurs d'activité
La BIAT s'attache à améliorer ses résultats commerciaux et financiers : son produit net bancaire (PNB) atteint 531 millions de dinars à la fin 2015 (19 % du PNB du secteur), soit une progression de plus de 70 % par rapport à 2008, pour un résultat net à 151,579 millions. Son coefficient d'exploitation passe alors pour la première fois sous la barre des 50 %, soit une baisse de près de neuf points en quatre ans. Ces résultats sont le fruit de plusieurs plans stratégiques qui ont permis de revoir tout le système d'information, la politique de ressources humaines et la formation, la politique de distribution, etc,.
Classée première banque tunisienne, elle se situe au 9e rang des banques francophones africaines selon le classement 2015 d'African Banker.
Au terme de l'exercice 2017, la BIAT confirme une nouvelle fois sa position de banque de référence en Tunisie, avec un PNB de 701,3 millions de dinars, le plus important du secteur, en croissance de 18,1 % et des encours de dépôts totalisant 10,585 milliards de dinars, en évolution de 16,6 % par rapport à 2016. Cette tendance résulte notamment de l'accroissement de 18,9 % (5,371 milliards) des dépôts à vue et de la hausse de 11,7 % (2,434 milliards) des dépôts d'épargne. En matière de crédit, les crédits nets connaissent une progression de 22,3 %, se situant ainsi à 9,394 milliards. Le résultat net atteint 214 millions en augmentation de 12,6 % par rapport à l'année précédente.
Au terme de l'exercice 2019, la BIAT annonce un PNB de 956,9 millions de dinars, en hausse de 14,7 %, et des encours de dépôts totalisant 12,997 milliards de dinars, en évolution de 12,9 % par rapport à 2018. En matière de crédit, les crédits nets se situent à 10,389 milliards de dinars. Le résultat net ressort à 333 millions de dinars, soit une augmentation annuelle moyenne de 21,7 % au cours des cinq dernières années.
À la fin de l'exercice 2021, la banque affiche un PNB de 1 015,5 millions de dinars et des encours de dépôts totalisant 16 220,1 millions de dinars. Quant aux créances sur la clientèle, elles s'élevent à 12 138 millions de dinars avec près de 46 500 crédits octroyés aux particuliers et plus de 2 300 crédits pour la promotion de l'investissement des entreprises. Le résultat net s'établit à 266,8 millions de dinars permettant une consolidation de ses ratios de rentabilité et leur maintien dans des fourchettes élevées.
L'exercice 2023 se solde par un bénéfice de 331 millions de dinars, soit le niveau le plus haut depuis la pandémie. Les dépôts de la clientèle ont augmenté de 9,5 % pour s'établir à 18,8 milliards de dinars alors que la créance sur la clientèle atteint les 12,4 milliards de dinars. La BIAT propose dès lors la distribution d'un dividende de 5,8 dinars au titre de l'exercice 2023.

## Relations avec le régime Ben Ali
La banque a été l'une des pièces maîtresses de l'échiquier politico-financier du régime Ben Ali et de ses familles proches. En effet, Marouane Mabrouk, membre du conseil d'administration à partir de 2007, a été marié à l'une des filles du président déchu, née du premier mariage de ce dernier. Le Franco-Tunisien Hakim El Karoui, ancien cadre de la banque Rothschild, est une connaissance personnelle de Mabrouk puisqu'il est aussi administrateur d'Orange Tunisie dont le président du conseil d'administration n'est autre que Mabrouk lui-même ; Karoui conseille par ailleurs le Premier ministre du gouvernement transitoire, Mohamed Ghannouchi.
À la chute de Zine el-Abidine Ben Ali, à l'instar de ce qui s'est produit pour de nombreux acteurs économiques de Tunisie, le groupe Mabrouk, et indirectement la BIAT, sont temporairement chahutés. En juin 2011, lorsque paraît le décret-loi de la confiscation de biens signé par le président par intérim Fouad Mebazaa à la suite de la révolution et de la chute de Zine el-Abidine Ben Ali, le nom de Marouane Mabrouk est cité et les parts qu'il détient dans la BIAT potentiellement concernées. Le 22 janvier 2012, toute saisie le concernant est annulée par la Cour de cassation qui statue que les biens acquis licitement et ceux provenant de l'héritage ou des fruits de l'héritage ne sont pas concernés par les mesures de confiscation.